# Eutrema
Eutrema é um género botânico pertencente à família Brassicaceae.